# 寺洞站
寺洞站（朝鲜语：사동역；）曾为朝鲜铁路平德线上的一个车站，位于平壤寺洞區域，废止时间不明。